# VSCO
VSCO — американская компания, основанная в 2011 году, расположена в городе Окленд, штат Калифорния. Основным продуктом компании является приложение VSCO Cam® для iOS и Android устройств. Приложение позволяет обрабатывать фотографии с помощью пресетов и других инструментов.

## История

### Компания
VSCO была основана Грегом Лутце и Джоэлом Флори. 26 апреля 2012 года были анонсированы первые продукты — VSCO Film 01 для Aperture 3, Lightroom 4, Adobe Camera Raw 7 и VSCO Cam 1.2. Изначально приложение было доступно только для iOS-устройств, 3 декабря 2013 года была выпущена версия для Android.
VSCO Cam располагает социальной сетью VSCO Grid, в которой пользователи имеют возможность распространять свои фотографии, отличительной чертой VSCO Grid является отсутствие привычных лайков, комментариев и отображения количества подписчиков.

### Масштабы
К 14 января 2016 года приложение VSCO Cam достигло отметки в 30 миллионов активных пользователей и 5 миллионов обработанных изображений ежемесячно. В тот же день компания объявила о назначении Брайана Мэйсона на должность исполнительного директора. До назначения на эту должность он работал в компании Adobe, где управлял осуществлением бизнес-операций для запуска облачного сервиса Adobe Creative Cloud.

### Финансирование
6 мая 2014 года венчурная компания Accel, которая занимается финансированием новых, растущих компаний с целью извлечения прибыли, инвестировала 40 миллионов долларов в развитие VSCO. Один из основателей, Джоэл Флори, в одном из интервью объяснил выбор компании: «Из большого количества предложений мы выбрали Accel, так как они понимают всю важность нашего сообщества и уважают нашу работу».

## Другие проекты
27 января 2015 года VSCO и Skillshare.com создали проект со стипендией 100,000$ для того, чтобы обеспечить 1000 фотографов к неограниченному реестру уроков на сайте Skillshare на один год (цена 100$). Возможность получить стипендию имели те, у кого был аккаунт на VSCO Grid и Skillshare. Победители были выбраны руководством Skillshare.

## Продукты
- VSCO Cam
- VSCO Film
- VSCO Grid
- VSCO Journal
- VSCO Keys
- DSCO